# Sirius FM-6
Sirius FM-6 ist ein Kommunikationssatellit für Radioprogramme des Betreibers Sirius Satellite Radio.
Er wurde am 25. Oktober 2013 um 18:08 UTC mit einer Proton-M/Bris-M-Trägerrakete vom Raketenstartplatz Baikonur von International Launch Services in eine geostationäre Umlaufbahn gebracht.
Der dreiachsenstabilisierte Satellit ist mit einer großen X/S-Band-Antenne-ausgerüstet, über die im X-Band Signale empfangen und im S-Band gesendet werden. Er soll von der Position 116,15° West aus vor allem die USA und Kanada mit Radioprogrammen versorgen. Er wurde auf Basis des Satellitenbus LS-1300 von Space Systems/Loral gebaut und besitzt eine geplante Lebensdauer von 15 Jahren.